# Gmina Springfield (hrabstwo Cedar)

Położenie Gminy Springfield w hrabstwie Cedar

Gmina Springfield (ang. Springfield Township) – gmina w USA, w stanie Iowa, w hrabstwie Cedar. Według danych z 2000 roku gmina miała 1138 mieszkańców, a jej powierzchnia wynosi 97,54 km².